# Curoba fasciata
Curoba fasciata là một loài bướm đêm thuộc phân họ Arctiinae, họ Erebidae.